# 증권거래소 목록
다음은 전세계 증권거래소의 목록이다. 유가증권 거래와 선물 거래도 이뤄지는 선물거래소는 본 목록과 선물거래소 목록에 동시에 넣었다.
시장 자본 규모가 1조 달러 (약 1000조원대)를 넘는 증권거래소는 전세계에 총 16곳이 있다. 이들 증권거래소를 아울러 "원 트릴리온 달러 클럽" ($1 trillion Club)이라고도 부른다. 이 16곳 거래소들은 2015년 세계 시장자본 규모의 87%를 차지하는 것으로 집계됐다.

## 주요 증권거래소
다음은 자국기업의 발행주식 거래가 이뤄지는 세계의 주요 증권거래소 목록이다. 시장 자본 순으로 16위까지 나열했으며 기준일은 2018년 11월 30일이다.(세계거래소연맹 월간 보고서)
| 순위 | 거래소                    | 국가              | 본부                               | 시가총액 (10억 달러) | 월간 거래규모 (10억 달러) | 시간대    | Δ             | 서머 타임 | 개장 시간 (현지)                             | 폐장 시간 (현지)                             | 점심 시간 (현지) | 개장 시간 (UTC) | 폐장 시간 (UTC) |
| ---- | ------------------------- | ----------------- | ---------------------------------- | -------------------- | ------------------------- | --------- | ------------- | --------- | -------------------------------------------- | -------------------------------------------- | ---------------- | --------------- | --------------- |
| 1    | 뉴욕 증권거래소           | 미국              | 뉴욕                               | 30,923               | 1,452                     | EST/EDT   | −5            | 3~11월    | 09:30                                        | 16:00                                        | 없음             | 14:30           | 21:00           |
| 2    | 나스닥                    | 미국              | 뉴욕                               | 10,857               | 1,262                     | EST/EDT   | −5            | 3~11월    | 09:30                                        | 16:00                                        | 없음             | 14:30           | 21:00           |
| 3    | 도쿄 일본거래소그룹       | 일본              | 도쿄                               | 5,679                | 481                       | JST       | +9            |           | 09:00                                        | 15:00                                        | 11:30–12:30      | 00:00           | 06:00           |
| 4    | 상하이 증권거래소         | 중화인민공화국    | 상하이                             | 4,026                | 536                       | CST       | +8            |           | 09:30                                        | 15:00                                        | 11:30–13:00      | 01:30           | 07:00           |
| 5    | 홍콩 증권거래소           | 홍콩              | 홍콩                               | 3,936                | 182                       | HKT       | +8            |           | 09:15                                        | 16:00                                        | 12:00–13:00      | 01:15           | 08:00           |
| 6    | 유로넥스트                | 유럽 연합         | 암스테르담 브뤼셀 리스본 런던 파리 | 3,927                | 174                       | CET/CEST  | +1            | 3~10월    | 09:00                                        | 17:30                                        | No               | 08:00           | 16:30           |
| 7    | 런던 증권거래소           | 영국 이탈리아     | 런던                               | 3,767                | 219                       | GMT/BST   | +0            | 3~10월    | 08:00                                        | 16:30                                        | 없음             | 08:00           | 16:30           |
| 8    | 선전 증권거래소           | 중화인민공화국    | 선전                               | 2,504                | 763                       | CST       | +8            |           | 09:30                                        | 15:00                                        | 11:30–13:00      | 01:30           | 07:00           |
| 9    | TMX 그룹                  | 캐나다            | 토론토                             | 2,095                | 97                        | EST/EDT   | −5            | 3~11월    | 09:30                                        | 16:00                                        | 없음             | 14:30           | 21:00           |
| 10   | 봄베이 증권거래소         | 인도              | 뭄바이                             | 2,056                | 210                       | IST       | +5.5          |           | 09:15                                        | 15:30                                        | 없음             | 03:45           | 10:00           |
| 11   | 인도국립증권거래소        | 인도              | 뭄바이                             | 2,030                | 196                       | IST       | +5.5          |           | 09:15                                        | 15:30                                        | 없음             | 03:45           | 10:00           |
| 12   | 프랑크푸르트 증권거래소   | 독일              | 프랑크푸르트                       | 1,864                | 140                       | CET/CEST  | +1            | 3~10월    | 08:00 (유렉스) 08:00 (거래소) 09:00 (젝트라) | 22:00 (유렉스) 20:00 (거래소) 17:30 (젝트라) | 없음             | 07:00           | 21:00           |
| 13   | 스위스 증권거래소         | 스위스            | 취리히                             | 1,523                | 77                        | CET/CEST  | +1            | 3~11월    | 09:00                                        | 17:30                                        | 없음             | 08:00           | 16:30           |
| 14   | 한국거래소                | 대한민국          | 서울특별시, 부산광역시             | 1,463                | 277                       | KST       | +9            |           | 09:00                                        | 15:00                                        | 없음             | 00:00           | 06:00           |
| 15   | OMX 노르딕 거래소         | 북유럽 아르메니아 | 스톡홀름                           | 1,372                | 72                        |           | 국가별로 다양 |           |                                              |                                              |                  |                 |                 |
| 16   | 오스트레일리아 증권거래소 | 오스트레일리아    | 시드니                             | 1,326                | 56                        | AEST/AEDT | +10           | 10~4월    | 09:50                                        | 16:12                                        | 없음             | 23:50           | 06:12           |

- 주석: "Δ"는 UTC 기준 시간 차이를 의미하며, as well as "Open (UTC)" and "Close (UTC)" columns contain valid data only for standard time in a given time zone. During daylight saving time period, the UTC times will be one hour less and and Δs one hour more.

## 상품거래소
- 시카고 상품거래소
- 시카고 상업거래소
- 홍콩 상품거래소
- 캔자스시티 상업거래소
- 런던 국제 선물 옵션 거래소
- 런던 철강거래소
- 뉴욕 상업거래소
- 도쿄 상품거래소
- 다롄 상품거래소
- CAUFEX 파생상품거래소
- GCAX CAUFEX 파생상품거래소

## 대륙별
- 아시아의 증권거래소 목록
  - 동아시아의 증권거래소 목록
  - 동남아시아의 증권거래소 목록
  - 남아시아의 증권거래소 목록
  - 서아시아의 증권거래소 목록
  - 중앙아시아의 증권거래소 목록
    - 카자흐스탄 증권거래소 (KASE)
    - 키르기스 증권거래소
    - 타슈켄트 증권거래소
    - 우즈베키스탄 증권거래소
- 유럽의 증권거래소 목록
- 아프리카의 증권거래소 목록
- 아메리카의 증권거래소 목록
- 오세아니아의 증권거래소 목록

## 같이 보기
- 증권거래소가 없는 나라 목록
- 선물거래소 목록
- 증권거래소 개장시간 일람